# Nathan Cullen
Pour les articles homonymes, voir Cullen.
Nathan Cullen, né le 13 juillet 1972 à Toronto en Ontario, est un homme politique canadien, membre du Nouveau Parti démocratique (NPD).
De 2004 à 2019, il est député à la Chambre des communes du Canada, représentant la circonscription britanno-colombienne de Skeena—Bulkley Valley depuis l'élection fédérale de 2004 sous la bannière du Nouveau Parti démocratique.
Depuis décembre 2022, il est ministre de l'Eau, des Terres et de la Gestion des ressources et ministre responsable des Pêches.

## Biographie

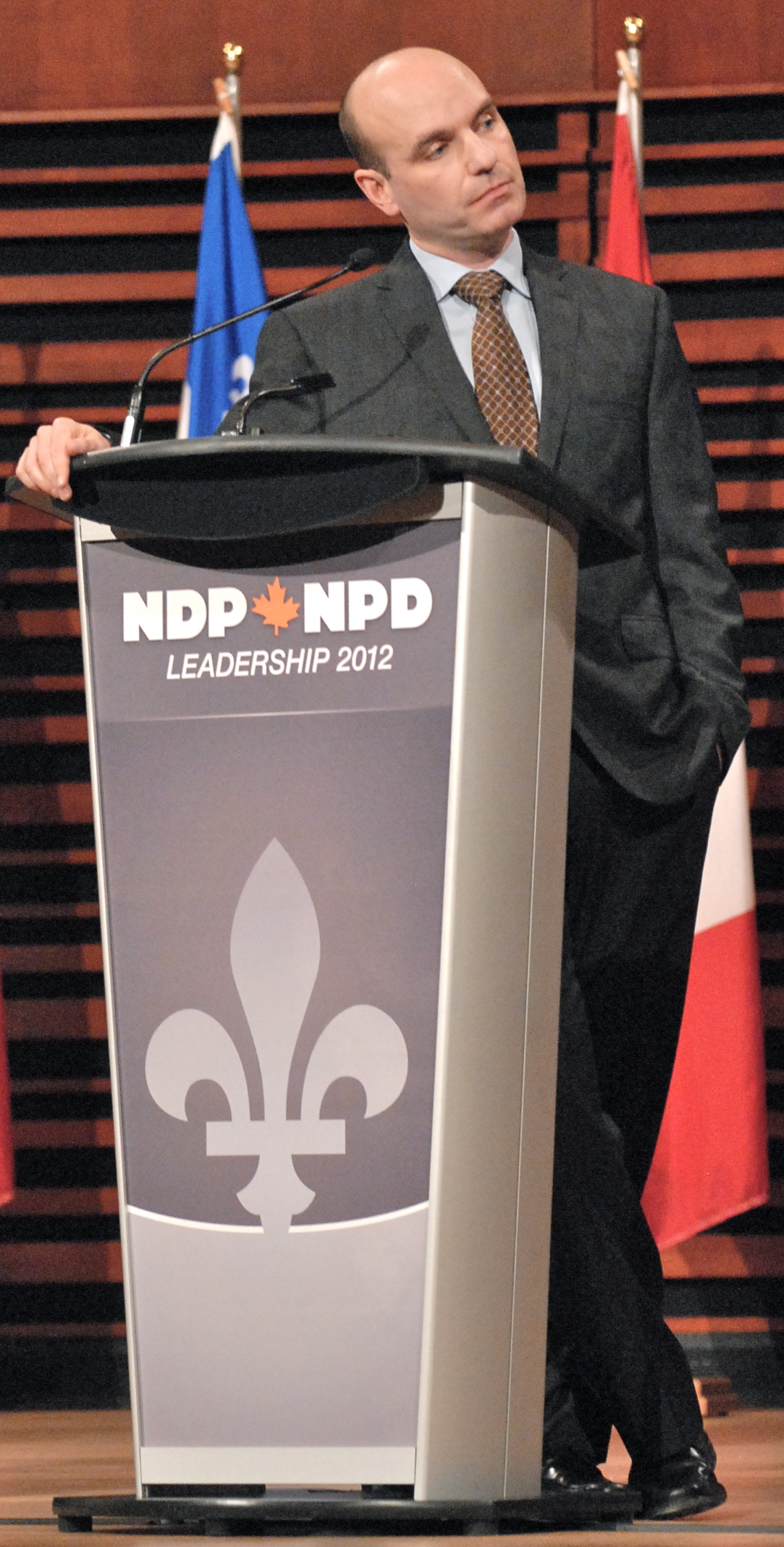
Lors d'un débat des candidats à la direction du NPD en 2012.

Nathan Cullen est originaire de Toronto.  Au cours des années 1990, il travaille en Amérique du Sud et en Afrique, dans des projets de développement économique communautaire. À son retour au Canada, il s'installe d'abord à Toronto puis, en 1998, à Smithers, en Colombie-britannique. Il est expert-conseil en ressources humaines.
Lors de sa première élection dans Skeena—Bulkley Valley, en 2004, il défait le député conservateur sortant. Il est réélu lors de l'élection de 2006, puis lors de celles de 2008 et de 2011, augmentant son pourcentage des votes à chaque fois. Il a été le porte-parole du NPD en matière d'Environnement et des Parcs nationaux et est membre du Comité permanent de l'environnement et du développement durable de la Chambre des communes.
Dans la 41e législature de la Chambre des communes, il est le président du Comité permanent de l'accès à l'information, de la protection des renseignements personnels et de l'éthique. Il est aussi porte-parole associé du NPD en matière de ressources naturelles.
Il est l'un des sept candidats à l'élection à la direction du Nouveau Parti démocratique de 2012.